# Oore
Oore – wieś w Estonii, w prowincji Parnawa, w gminie Tori.